# بيل شامبرلين
بيل شامبرلين (بالإنجليزية: Bill Chamberlain)‏ هو لاعب كرة قاعدة أمريكي، ولد في 21 أبريل 1909 في Stoughton, Massachusetts ‏ في الولايات المتحدة، وتوفي في 6 فبراير 1994 في بروكتون في الولايات المتحدة.

## وصلات خارجية
- بيل شامبرلين على موقع دوري كرة القاعدة الرئيسي (الإنجليزية)
- بيل شامبرلين على موقعبيزبول رفرنس.كوم (الدوري الرئيسي) (الإنجليزية)
- بيل شامبرلين على موقع جمعية أبحاث البيسبول الأمريكية (الإنجليزية)